# Landskrona Station
Landskrona station (egentligt Landskrona Øst) er beliggende ved Västkustbanan. Stationen er betjenes af Skånetrafikens Pågatåg og Öresundståg. Stationen har forbindelse til Landskrona centrum med trolleybusser.
Stationen har to perroner, en side perron og en midterperron. For at nå midterperronen er der trapper og elevator.

## Historie
Indtil 2001 var der ingen gennemgående station i Landskrona. Tog på strækningen Malmø-Göteborg gik via Teckomatorp til Helsingborg. Før ombygningen af Helsingborg C i 1991 gik fjerntog via Arlöv-Kävlinge-Teckomatorp-Åstorp-Ängelholm. Da udbygningen af Västkustbanan til dobbeltspor blev Landskrona station, der tidligere var en rebroussementsstation, flyttet til udkanten af byen og navngivet Landskrona Øst, men omtales nu som Landskrona station, da den gamle station kun betjenes af lokale godstog.
For at lette adgangen til til den nye station blev en trolleybuslinje fra centrum og Hven-færgerne til stationen indviet i september 2003.

## Trafik
Landskrona station betjenes af Øresundstogene, der kører i timedrift i hele trafikdøgnet og med to tog i timen i myldretiden. Der ud over betjenes stationen af Pågatågene, der ligeledes kører i timedrift i hele trafikdøgnet og med to tog i timen i myldretiden.
Lokaltransport betjenes af fire af Landskronas bybuslinjer, mest bemærkelsesværdigt er nr. 3, der køres med trolleybusser, de eneste i Sverige.
Der ud over afgår adskillige regionalbusser fra stationen. Blandt andet til Bjuv og Svalöv.

## Billetsalg
Billetsalget var de første år placeret i kiosken i ICA AB-butikken ved stationen. Fra 2013 er billetsalget placeret i den nybyggede Pressbyrån-kiosk, der også sælger tog- og buskort. Der ud over er der billetautomater på stationsforpladsen.

## Bebyggelse ved stationen
Efter anlæggelsen af stationen er et mindre butiksområde vokset frem på bar mark omkring stationen, blandt andet Lidl, ICA AB, jem & fix og Netto.
Umiddelbart bag stationen samlede DSV i efteråret 2012 deres logistikcentre i Malmö og Helsingborg. Centret er centralt for DSVs betjening af Central- og Vesteuropa. Logistikcentret forventes at skulle beskæftige 700 medarbejdere.
Placeringen af logistikcentret blev blandt andet valgt på grund af den meget bekvemme adgang til både motorvej og bane.
| Foregående station  |  | Veolia                 |  | Efterfølgende station                                   |
| ------------------- |  | ---------------------- |  | ------------------------------------------------------- |
| Kävlingemod Malmö C |  | ÖresundstågHelsingborg |  | Ramlösamod Göteborg C eller Karlskrona C eller Kalmar C |
| Lund Cmod Malmö C   |  | ÖresundstågGöteborg    |  | Helsingborg Cmod Göteborg C                             |